# Europawahl in Polen 2014
- SLD-UP: 5
- PO: 19
- PSL: 4
- PiS: 19
- KNP: 4

Die Europawahl in Polen 2014 fand am  25. Mai 2014 im Zuge der EU-weit stattfindenden Europawahl 2014 statt. In Polen werden 51 der 751 Sitze im Europäischen Parlament vergeben.

## Ausgangslage

### Scheidendes Parlament
| Fraktion                       | Fraktion                                               | Mandate | Partei                        | Partei                       | Mandate |
| ------------------------------ | ------------------------------------------------------ | ------- | ----------------------------- | ---------------------------- | ------- |
|                                | Fraktion der Europäischen Volkspartei                  | 28 / 51 |                               | Platforma Obywatelska        | 24 / 51 |
|                                | Fraktion der Europäischen Volkspartei                  | 28 / 51 | Polskie Stronnictwo Ludowe    | 4 / 51                       |         |
|                                | Europäische Konservative und Reformer                  | 12 / 51 |                               | Prawo i Sprawiedliwość       | 7 / 51  |
|                                | Europäische Konservative und Reformer                  | 12 / 51 | Polska Razem Jarosława Gowina | 4 / 51                       |         |
|                                | Europäische Konservative und Reformer                  | 12 / 51 | Unabhängige                   | 1 / 51                       |         |
|                                | Fraktion der Progressiven Allianz der Sozialdemokraten | 7 / 51  |                               | Sojusz Lewicy Demokratycznej | 5 / 51  |
|                                | Fraktion der Progressiven Allianz der Sozialdemokraten | 7 / 51  | Unia Pracy                    | 1 / 51                       |         |
|                                | Fraktion der Progressiven Allianz der Sozialdemokraten | 7 / 51  | Unabhängige                   | 1 / 51                       |         |
|                                | Europa der Freiheit und der Demokratie                 | 4 / 51  |                               | Solidarna Polska             | 4 / 51  |
|                                |                                                        |         |                               |                              |         |
| Quelle: Europäisches Parlament |                                                        |         |                               |                              |         |

Unabhängige: Michał Kamiński (EKR) und Marek Siwiec (S&D).

### Listen und Parteien
| N. | Liste | Liste                                              | Partei                                             | Partei                                             | Europapartei | Wahlkreise            |
| -- | ----- | -------------------------------------------------- | -------------------------------------------------- | -------------------------------------------------- | ------------ | --------------------- |
| 1  |       | Solidarna Polska (SP)                              | Solidarna Polska (SP)                              | Solidarna Polska (SP)                              | MELD         | Alle                  |
| 2  |       | Ruch Narodowy (RN) a                               | Ruch Narodowy (RN) a                               | Ruch Narodowy (RN) a                               | –            | Alle                  |
| 3  |       | Sojusz Lewicy Demokratycznej – Unia Pracy (SLD-UP) |                                                    | Sojusz Lewicy Demokratycznej                       | SPE          | Alle                  |
| 3  |       | Sojusz Lewicy Demokratycznej – Unia Pracy (SLD-UP) | Unia Pracy                                         | –                                                  |              | Alle                  |
| 4  |       | Prawo i Sprawiedliwość (PiS) b                     | Prawo i Sprawiedliwość (PiS) b                     | Prawo i Sprawiedliwość (PiS) b                     | AEKR         | Alle                  |
| 5  |       | Europa Plus Twój Ruch (E+ TR)                      |                                                    | Twój Ruch                                          | –            | Alle                  |
| 5  |       | Europa Plus Twój Ruch (E+ TR)                      | Partia Demokratyczna – demokraci.pl                | –                                                  |              | Alle                  |
| 5  |       | Europa Plus Twój Ruch (E+ TR)                      | Stronnictwo Demokratyczne                          | –                                                  |              | Alle                  |
| 6  |       | Polska Razem Jarosława Gowina (PR)                 | Polska Razem Jarosława Gowina (PR)                 | Polska Razem Jarosława Gowina (PR)                 | –            | Alle                  |
| 7  |       | Nowa Prawica – Janusza Korwin-Mikke (NP)           | Nowa Prawica – Janusza Korwin-Mikke (NP)           | Nowa Prawica – Janusza Korwin-Mikke (NP)           | –            | Alle                  |
| 8  |       | Platforma Obywatelska (PO)                         | Platforma Obywatelska (PO)                         | Platforma Obywatelska (PO)                         | EVP          | Alle                  |
| 9  |       | Polskie Stronnictwo Ludowe (PSL)                   | Polskie Stronnictwo Ludowe (PSL)                   | Polskie Stronnictwo Ludowe (PSL)                   | EVP          | Alle                  |
| 10 |       | Demokracja Bezpośrednia (DB) c                     | Demokracja Bezpośrednia (DB) c                     | Demokracja Bezpośrednia (DB) c                     | –            | 1, 3, 6, 8, 10 und 11 |
| 11 |       | Samoobrona Rzeczpospolitej Polskiej (Samoobrona) e | Samoobrona Rzeczpospolitej Polskiej (Samoobrona) e | Samoobrona Rzeczpospolitej Polskiej (Samoobrona) e | AEMN         | 3 und 6               |
| 12 |       | Partia Zieloni d                                   | Partia Zieloni d                                   | Partia Zieloni d                                   | EGP          | 1, 4, 6, 11 und 13    |

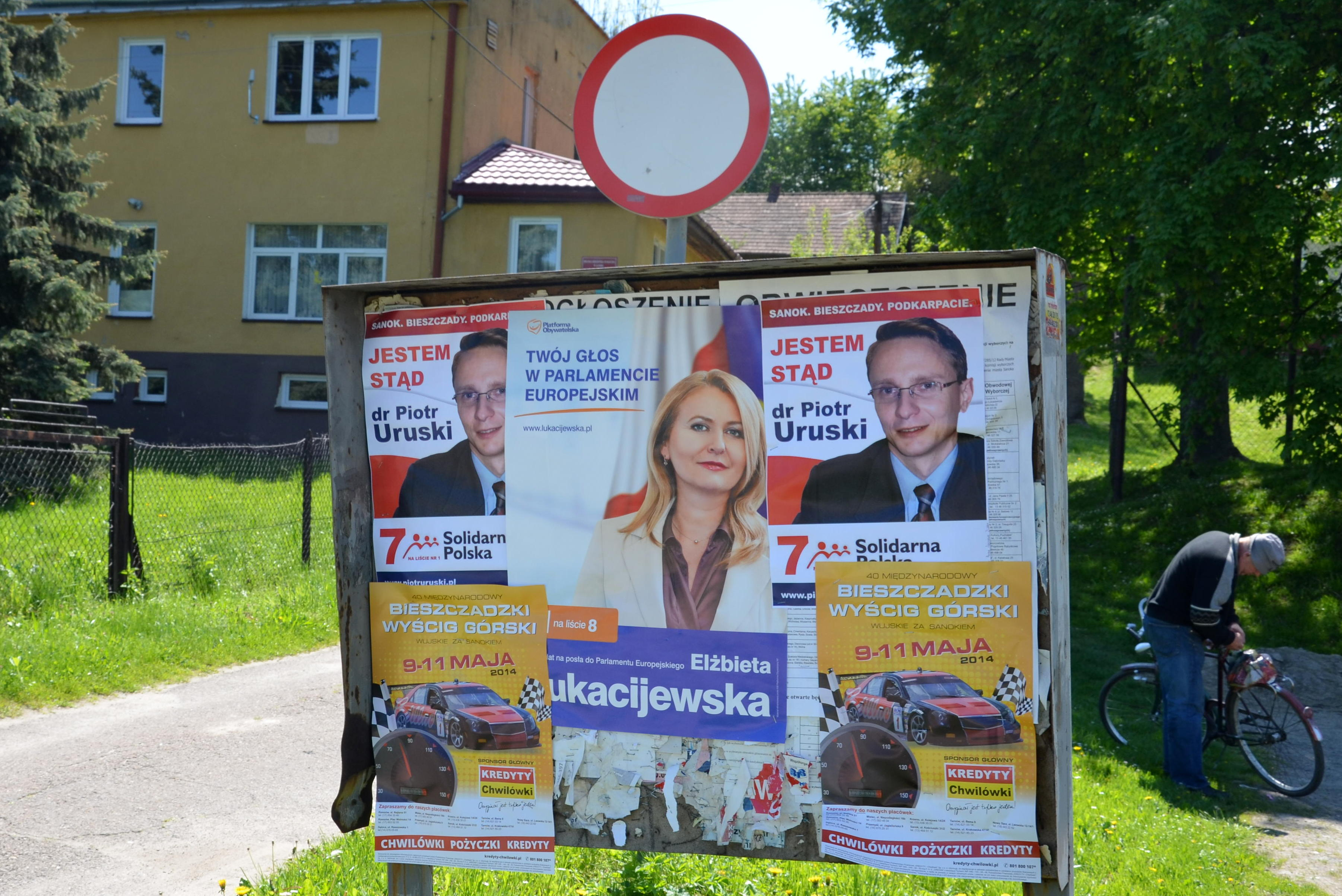
Plakatkampagne für die EU-Wahl

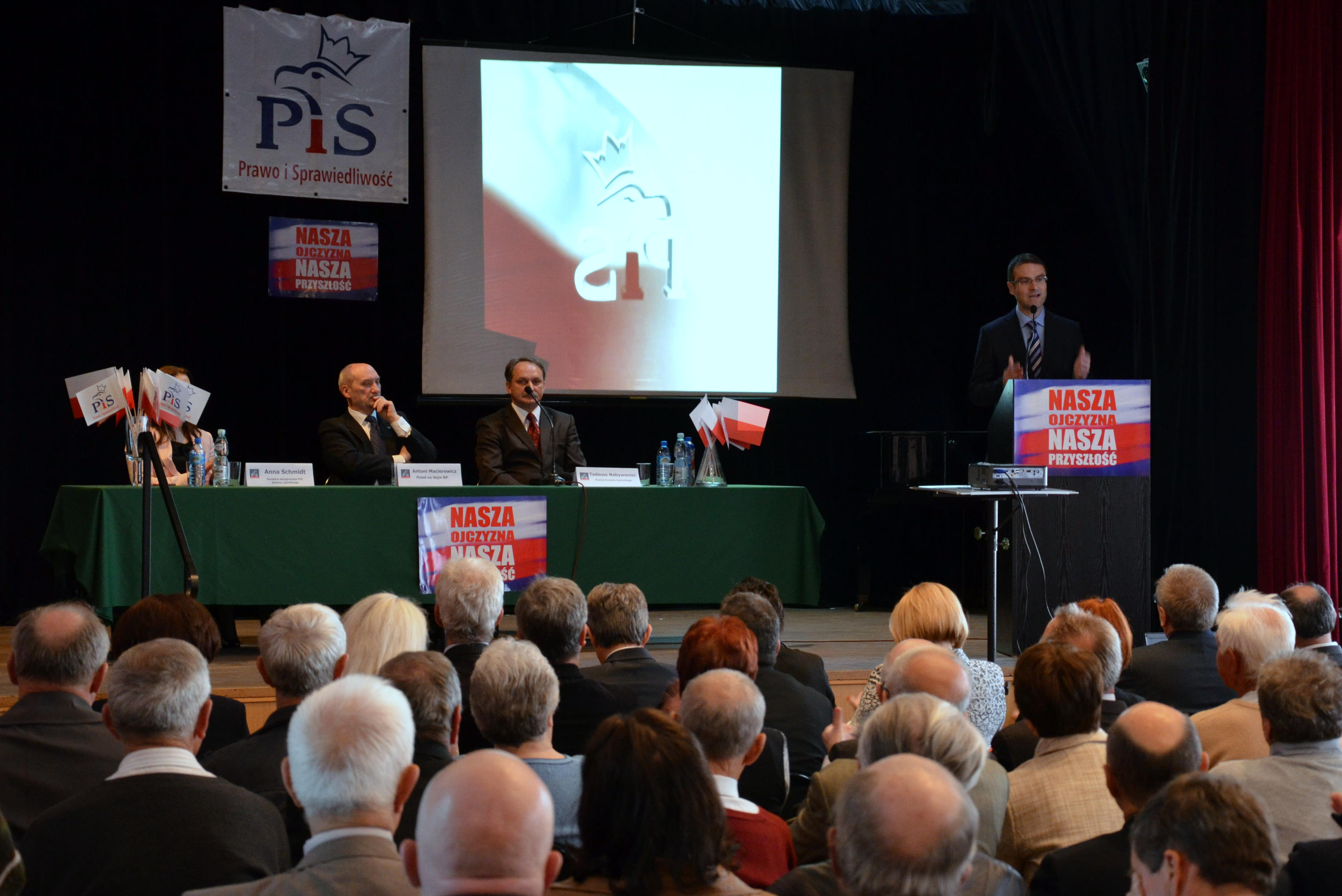
Wahlversammlung der PiS in Sanok (Antoni Macierewicz und Tomasz Poręba)

Bei allen Parteien treten auch parteiunabhängige Kandidaten an.
Von den 15 für die PiS gewählten Abgeordneten traten während der Legislaturperiode drei der Polska Jest Najważniejsza (Polen ist das Wichtigste; EKR-Fraktion) bei, vier der Solidarna Polska (Geeintes Polen; EFD-Fraktion), zwei weitere traten aus der Partei aus und verblieben in der ECR-Fraktion. Einer der SLD-Abgeordneten trat zur Twój Ruch (Nachfolgepartei der Ruch Palikota) über.

## Wahlumfragen
| Datum      | Institut    | PiS  | PO   | SLD– UP | PSL | E+ TR | PR  | NP  | SP  | Sonstige |
| ---------- | ----------- | ---- | ---- | ------- | --- | ----- | --- | --- | --- | -------- |
| 07.05.2014 | Homo Homini | 30   | 31   | 13      | 7   | 6     | 3   | 5   | 4   | 1        |
| 06.05.2014 | PPW         | 30   | 28   | 12      | 6   | 9     | 4   | 5   | 4   | 2        |
| 02.05.2014 | Homo Homini | 29.1 | 27.3 | 12.7    | 4.9 | 4.1   | 1.9 | 6.2 | 1.9 | 12       |
| 30.04.2014 | CBOS        | 21   | 29   | 6       | 4   | 2     | 4   | 6   | 1   | 27       |
| 29.04.2014 | PPW         | 32   | 27   | 10      | 6   | 10    | 6   | 4   | 3   | 2        |
| 23.04.2014 | PPW         | 31   | 29   | 11      | 5   | 8     | 5   | 6   | 3   | 2        |
| 18.04.2014 | Homo Homini | 28.2 | 26.6 | 12.1    | 5.1 | 6.2   | 2.2 | 3.9 | 1.7 | 14.1     |
| 17.04.2014 | TNS Polska  | 31   | 27   | 8       | 4   | 4     | 2   | 3   | 2   | 22       |
| 12.04.2014 | Estymator   | 29   | 33   | 14      | 6   | 4     | 5   | 5   | 2   | 1        |
| 07.04.2014 | TNS Polska  | 25   | 26   | 8       | 8   | 6     | 3   | 4   | 4   | 16       |

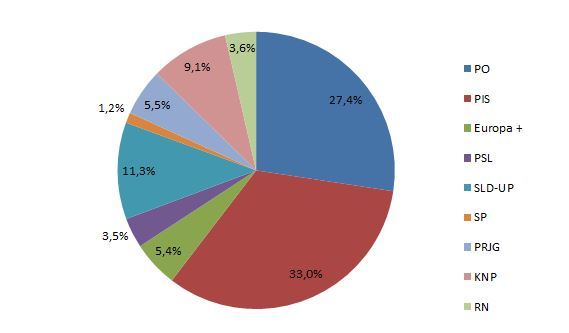
Umfrage EWYBORY.EU (4. Mai 2014)

Eine Umfrage sagte eine Wahlbeteiligung von bis zu 38 Prozent voraus.

## Ergebnis

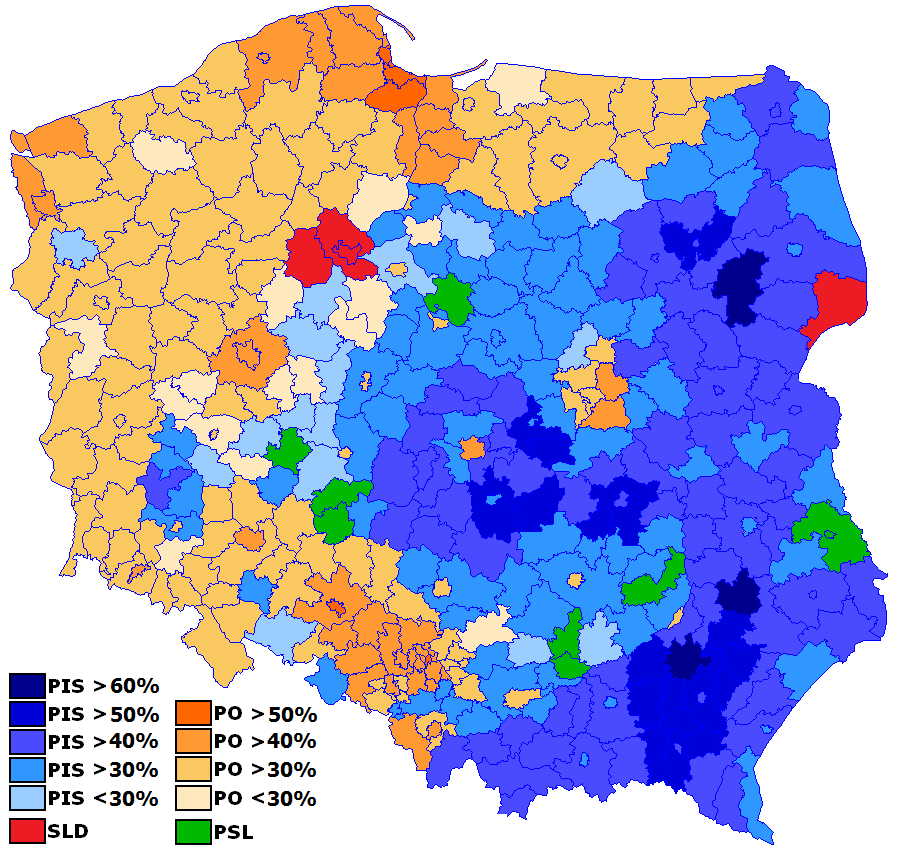
Karte visualisiert Verteilung der Stimmen bei Europawahlen 2014 in Polen – (PO: orange; PiS: blaue)

| Listen                             | Listen                                    | Stimmen    | %    | +/-   | Mandate | +/- |
| ---------------------------------- | ----------------------------------------- | ---------- | ---- | ----- | ------- | --- |
|                                    | Platforma Obywatelska                     | 2.271.215  | 32,1 | –12,3 | 19      | –6  |
|                                    | Prawo i Sprawiedliwość                    | 2.246.870  | 31,8 | +4,4  | 19      | +4  |
|                                    | Sojusz Lewicy Demokratycznej – Unia Pracy | 667.319    | 9,4  | –2,9  | 5       | –2  |
|                                    | Nowa Prawica – Janusza Korwin-Mikke       | 505.586    | 7,2  | Neu   | 4       | Neu |
|                                    | Polskie Stronnictwo Ludowe                | 480.846    | 6,8  | –0,2  | 4       | +1  |
|                                    | Solidarna Polska                          | 281.079    | 4,0  | Neu   | –       | Neu |
|                                    | Europa Plus Twój Ruch (TR – PD – SD)      | 252.779    | 3,6  | Neu 1 | –       | Neu |
|                                    | Polska Razem                              | 223.733    | 3,2  | Neu   | –       | Neu |
|                                    | Ruch Narodowy                             | 98.626     | 1,4  | Neu   | –       | Neu |
|                                    | Partia Zieloni                            | 22.481     | 0,3  | N/A 1 | –       | ±0  |
|                                    | Demokracja Bezpośrednia                   | 16.222     | 0,2  | Neu   | –       | Neu |
|                                    | Samoobrona Rzeczpospolitej Polskiej       | 2.729      | 0,0  | –1,4  | –       | ±0  |
| Gesamt                             | Gesamt                                    | 7.069.485  | 100  |       | 51      | +1  |
|                                    |                                           |            |      |       |         |     |
| Ungültige Stimmen                  | Ungültige Stimmen                         | 228.005    | 3,1  | +1,3  |         |     |
| Wähler                             | Wähler                                    | 7.297.490  | 23,8 | –0,7  |         |     |
| Wahlberechtigte                    | Wahlberechtigte                           | 30.636.537 |      |       |         |     |
|                                    |                                           |            |      |       |         |     |
| Quelle: Państwowa Komisja Wyborcza |                                           |            |      |       |         |     |

## Fraktionen im Europäischen Parlament
| Liste/Partei                   | Liste/Partei                        | Liste/Partei                        | Liste/Partei                        | Mandate | Fraktion |
| ------------------------------ | ----------------------------------- | ----------------------------------- | ----------------------------------- | ------- | -------- |
|                                | Platforma Obywatelska               | Platforma Obywatelska               | Platforma Obywatelska               | 19 / 51 | EVP      |
|                                | Prawo i Sprawiedliwość              |                                     | Prawo i Sprawiedliwość              | 18 / 51 | EKR      |
|                                | Prawo i Sprawiedliwość              | Prawica Rzeczypospolitej            | 1 / 51                              | EKR     |          |
|                                | SLD – UP                            |                                     | Sojusz Lewicy Demokratycznej        | 4 / 51  | S&D      |
|                                | SLD – UP                            | Unia Pracy                          | 1 / 51                              | S&D     |          |
|                                | Nowa Prawica – Janusza Korwin-Mikke | Nowa Prawica – Janusza Korwin-Mikke | Nowa Prawica – Janusza Korwin-Mikke | 4 / 51  | NI       |
|                                | Polskie Stronnictwo Ludowe          | Polskie Stronnictwo Ludowe          | Polskie Stronnictwo Ludowe          | 4 / 51  | EVP      |
|                                |                                     |                                     |                                     |         |          |
| Quelle: Europäisches Parlament |                                     |                                     |                                     |         |          |